# Aplysina muricyana
Aplysina muricyana är en svampdjursart som beskrevs av Pinheiro, Hajdu och Custodio 2007. Aplysina muricyana ingår i släktet Aplysina och familjen Aplysinidae. Inga underarter finns listade i Catalogue of Life.